# Doria-Scheinbreitflügel
Der Doria-Scheinbreitflügel (Hesperoptenus doriae) ist ein Fledertier in der Familie der Glattnasen, das mit zwei disjunkten Populationen in Malaysia verbreitet ist. Die Art ist nach dem italienischen Naturforscher und Politiker Giacomo Doria benannt.

## Merkmale
Diese kleine Fledermaus ähnelt den Zwergfledermäusen (Pipistrellus) und den Breitflügelfledermäusen (Eptesicus). Ein Exemplar war ohne Schwanz 51 mm lang, bei einer Schwanzlänge von 40 mm, es hatte 15 mm lange Ohren. Bei anderen Individuen der Art lag das Gewicht bei etwas über 8 g und die Unterarme waren 39 bis 41 mm, wobei Weibchen die größten Werte aufweisen. Die gelbbraune Oberseite wird vom Kopf zum Hinterteil dunkler. Jedes Haar ist an der Wurzel dunkel, in der Mitte heller und an der Spitze wieder dunkel. Typisch sind eine graubraune Unterseite und dunkelbraune Flughäute. Die dünnen Ohren sind abgerundet und der Tragus im Ohr ist nach vorn gebogen. Auffällig Kanten an den Ohren, der Tragus und Ringe um die Augen, sind orange. Für die drei bisher genannten Gattungen ist ein langer und schmaler Penisknochen kennzeichnend. Die 32 Zähne verteilen sich nach der Zahnformel I 2/3, C 1/1, P 1/2, M 3/3.

## Verbreitung und Lebensweise
Der Doria-Scheinbreitflügel hat eine Population im Süden der Malaiischen Halbinsel und eine weitere im Norden Borneos. Er lebt im Flach- und Bergland bis 1000 Meter Höhe und hält sich in baumbestandenen Regionen auf. In zur Untersuchungen aufgestellten Japannetzen wurde die Art an Wasserläufen zusammen mit dem Blanford-Scheinbreitflügel (Hesperoptenus blanfordi) und dem Großen Scheinbreitflügel (Hesperoptenus tomesi) gefangen. Bis zu zehn gemeinsam ruhende Tiere sind von Palmen und Felsüberhängen bekannt.
Laut einem Artikel zur Gattung werden Insekten gefressen. Zur Fortpflanzung gibt es keine Angaben.

## Gefährdung
Vermutlich wirken sich Landschaftsveränderungen negativ aus. Zur Größe der Population und zu den weiteren Bedürfnissen der Art fehlen Informationen. Die IUCN listet den Doria-Scheinbreitflügel mit ungenügende Datenlage (Data Deficient).